# 肉胞子虫科
肉胞子虫科（にくほうしちゅうか、Sarcocystidae）は、アピコンプレックス門に属する科の1つ。コクシジウム類のうち、主として哺乳動物の体内にシストを作る寄生性原生生物をまとめた分類群である。

## 形態
成熟オーシスト内にはスポロシスト2つが生じ、その内部に4つのスポロゾイトが生じるが、スチーダ小体は存在しない。組織中に様々な大きさのシストを生じる。

## 分類
古典的には原生動物門胞子虫綱住肉胞子虫目に所属させていたが、その位置付けを巡っては様々な議論があった。1960年代から1970年代にかけて生活環が明らかとなったことで、コクシジウム類の一部とみなされるようになった。
下位分類は以下の通りである。
肉胞子虫亜科 Sarcocystinae Poche, 1913
シスト中にブラディゾイト（緩増虫体、bradyzoite）とメトロサイト(metrocyte)の2種類の細胞を生じる。必ず中間宿主と終宿主の間を往復する生活環を持つ。肉胞子虫属に100種以上知られているほか、Frenkelia属が知られている。
トキソプラズマ亜科 Toxoplasmatinae Biocca, 1957
シスト中には1種類の細胞のみが含まれている。トキソプラズマ科(Toxoplasmatidae)として独立に扱う場合もある。計数十種が知られている。
シストイソスポーラ
シスト中には虫体(zoite)が単独で存在している。
トキソプラズマ・ネオスポラ
シスト中にはブラディゾイトが多数存在し、宿主の細胞核を含まない。中間宿主どうしでの伝播が起きる。
ベスノイチア
シスト中にはブラディゾイトが多数存在し、宿主の細胞核が含まれる。中間宿主どうしでの伝播が起きる。
ハモンディア・Heydornia
シスト中にはブラディゾイトが多数存在し、宿主の細胞核を含まない。中間宿主どうしでの伝播が起きない。
またカエルの腎臓に寄生するHyaloklossia lieberkuehniおよびコウモリの腎臓に寄生するNephroisospora eptesiciは本科（とくにトキソプラズマ亜科）に所属すると考えられている。